# Hampväxter
Hampväxter (Cannabaceae), även hampaväxter, är en växtfamilj som består av sju släkten. I dessa släkten ingår bland annat arterna humle och hampa. Tidigare ingick endast hampsläktet och humlesläktet i familjen; övriga släkten tillhörde då almväxterna (Ulmaceae).